# Cirurgia oncológica

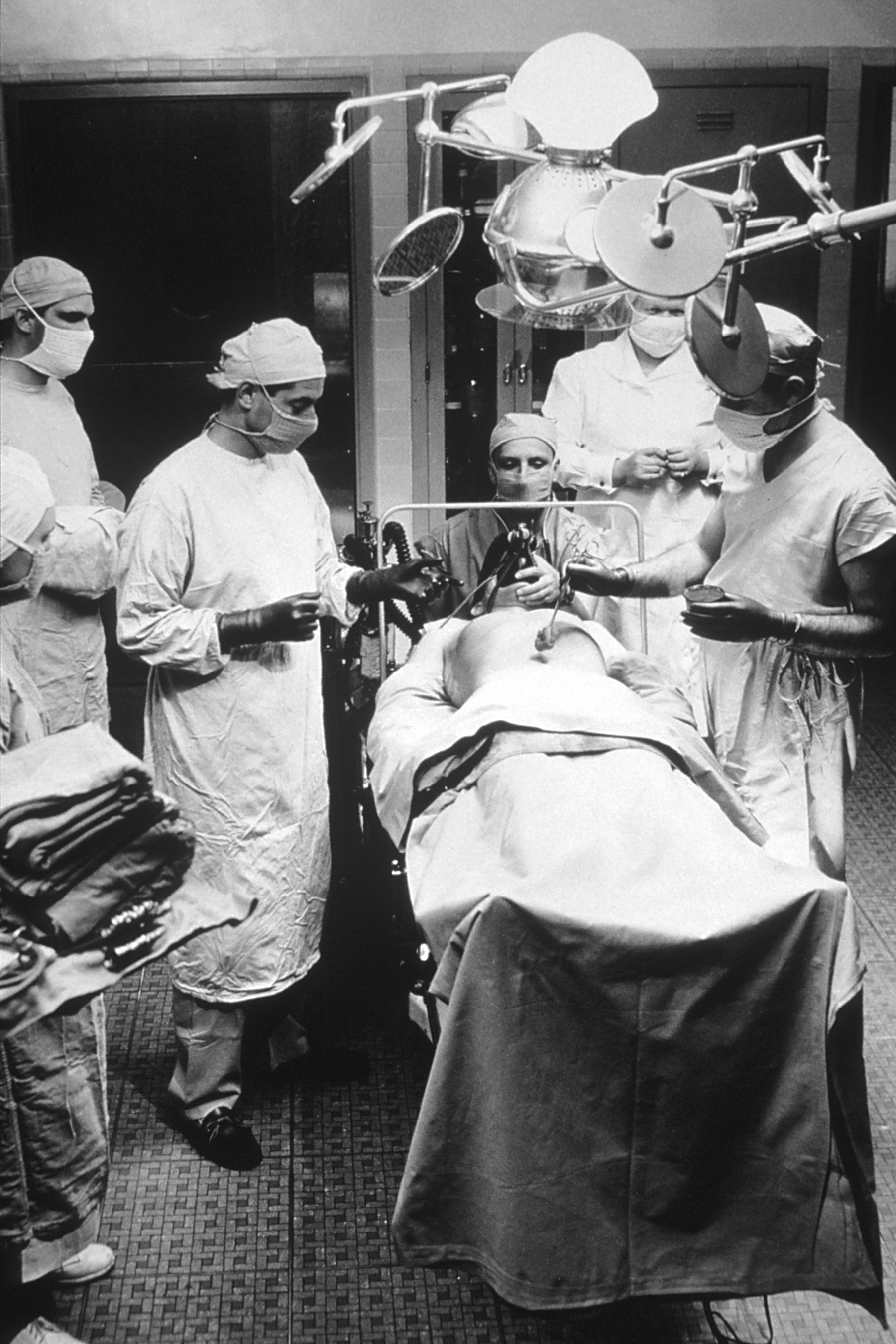
Sempre feita com anestesia, as cirurgias podem ser curativas quando o câncer é diagnosticado precocemente.

Cirurgia oncológica ou oncologia cirúrgica é um ramo da cirurgia e da oncologia aplicada no tratamento de tumores benignos e malignos (cânceres). Oncologia vem do grego para "estudo de tumores". Como existem mais de cem tipos de tumores diferentes a cirurgia possui 20 sub-especialidades para cada região do corpo.

## Áreas da oncologia
É uma das três áreas da oncologia:
- Oncologia médica: concentra-se no tratamento de câncer com quimioterapia, terapia biológica, imunoterapia e terapia hormonal.
- Oncologia cirúrgica: concentra-se no tratamento de câncer com cirurgia.
- Oncologia nuclear: concentra-se no diagnóstico com técnicas como ressonância magnética nuclear, uso de contrastes radioativos e tratamento com radioterapia.

## Tipos
Estes são os tipos e formas mais comuns de cirurgia oncológica:
- Cirurgia para diagnóstico e para estadiamento do câncer: a biópsia pode ser cirúrgica quando retirar células com uma agulha (punção e aspiração com agulha fina) não é suficiente ou possível;
- Cirurgias curativas: remove todo o câncer, possivelmente curando definitivamente;
  - Radical: remove todo o órgão e árvore de linfonodos próximos;
  - Conservadora: preserva parte do órgão e dos linfonodos próximos;
- Cirurgias preventivas: remove órgãos com risco genético elevado de câncer antes que o tumor apareça ou remover tumor com potencial de malignização;
- Cirurgia paliativa: remove apenas parte do tumor para melhorar a qualidade de vida sem curar;
- Cirurgia de suporte: para ampliar as opções terapêuticas, como colocar um cateter vascular em uma via central;
- Cirurgia reconstrutora: cirurgia estética como a reconstrução de mama ou da face.

## Técnicas
Técnicas para remover um câncer:
- Cirurgia a laser
- Criocirurgia: congelando o tumor
- Eletrocirurgia: queimando com bisturi
- Ablação por radiofrequência: usa ondas de rádio de alta energia para aquecer e destruir as células cancerígenas
- Cirurgia de Mohs: para áreas delicadas como a face
- Cirurgia laparoscópica: abdominal minimamente invasiva
- Cirurgia toracoscópica
- Cirurgia robótica: controlada pelo cirurgião a distância

## Uso
Tumores que podem ser removidos cirurgicamente com segurança são chamados de ressecáveis, porque a técnica mais utilizada é a ressecção cirúrgica. Cada câncer tem seus critérios de ressecabilidade, geralmente envolve ser pequeno, sem metástases e sem comprometimento vascular. Para assegurar que todo o tumor foi removido também se remove o tecido ao redor com uma margem de segurança de vários centímetros. Alguns tumores irressecáveis podem ser tratados com radioterapia ou quimioterapia neoadjuvante para reduzir seu tamanho e permitir sua remoção com mais segurança.